# Луцький клінічний пологовий будинок
Лу́цький кліні́чний поло́говий буди́нок — лікувально-профілактичний заклад державної форми власності III рівня надання спеціалізованої медичної допомоги вагітним, роділлям, породіллям, новонародженим та гінекологічним хворим.

## Загальні відомості
Луцький клінічний пологовий будинок — це жіноча консультація на 300 відвідувань та стаціонар на 150 ліжок, де функціонують 13 відділень.
В закладі працює 75 лікарів, 265 осіб середнього медичного персоналу, 123 особи молодшого медичного персоналу, 92 — інший персонал.
Директор  — Сябрук Сергій Григорович, лікар акушер-гінеколог з вищою кваліфікаційною категорією.
При пологовому будинку діє філія кафедри акушерства і гінекології факультету післядипломної освіти Львівського державного медичного університету ім. Данила Галицького, що займається підготовкою молодих спеціалістів.
З жовтня 2003 р. пологовий будинок працює за проектом ВООЗ «Здоров'я матері і дитини».
11 листопада 2004 р. заклад отримав звання «Лікарня, доброзичлива до дитини» від міжнародної організації ЮНІСЕФ. Підтверджено статус в вересні 2007 року.
У 2011 році в Луцькому клінічному пологовому будинку відкрито ВІКНО ЖИТТЯ — місце, де жінка, яка опинилася в складній життєвій ситуації, може залишити своє немовля, щоб не кинути його напризволяще.
26 листопада 2020 року в пологовому будинку відкрили тимчасовий інфекційний шпиталь для хворих на коронавірус. Він був створений на базі 2-4 поверхів акушерського корпусу Луцького пологового будинку. На першому поверсі корпусу продовжується надання медичної допомоги вагітним та породіллям, хворим на COVID-19.

## Історія
В 30-х роках ХХ ст. в Луцьку, на вулиці Суворова знаходилась приватна лікарня польського лікаря Білобрама.
У 1946 р. тут було відкрито перший державний пологовий будинок на 25 ліжок.
У 1951 р. цей лікувальний заклад розташувався у більш пристосованому приміщенні на вулиці Тараса Шевченка, а в 1967 р., на вулиці Гулака-Артемовського відкрився новий пологовий будинок, стаціонар якого був розгорнутий на 150 ліжок. З того часу заклад став обласним організаційно-методичним та консультативним центром з акушерства, гінекології та неонатології.
В 1977 р., було відкрито новозбудований акушерський корпус, а в 1987 р. — корпус жіночої консультації.

## Структура
| Назва відділення                                             | Основні напрямки роботи |
| ------------------------------------------------------------ | --- |
| Жіноча консультація                                          | • комплекс профілактичних заходів, спрямованих на збереження репродуктивного здоров'я • попередження ускладнень вагітності та гінекологічних захворювань • сучасні методи діагностики та лікування вагітних, породіль, гінекологічних хворих • профілактичні гінекологічні огляди з використанням сучасних методів обстеження • диспансеризацію гінекологічних хворих згідно з «Нормативами надання медичної допомоги жіночому населенню в умовах амбулаторно — поліклінічних закладів» • медико-генетичне консультування сімейних пар • навчання сімейних пар в школі відповідального батьківства |
| Центр планування сім'ї і репродукції людини                  | • надання допомоги пацієнтам з питань репродуктивного здоров'я, планування сім'ї та здорового способу життя • підготовка вагітних до материнства, а членів їхніх сімей — до участі у веденні пологів • навчання молоді та підлітків навчальних закладів м. Луцька з питань статевого виховання • надання методично — інформаційної допомоги лікарям акушерам — гінекологам лікувально-профілактичних закладів м. Луцька |
| Відділення перинатальної ультразвукової діагностики          | • дородове виявлення вад розвитку плоду з метою попередження перинатальної смертності, дитячої інвалідності та своєчасного скеровування вагітних для розродження у відповідні перинатальні центри • обстеження плоду у третьому триместрі з метою діагностики BBP з пізньою маніфестацією, діагностики СЗРП, визначення функціонального стану плода шляхом проведення допилереметрії матково-плацентарного, плодово-плацентарного та фетального кровотоку |
| Гінекологічне відділення                                     | • збереження репродуктивного здоров'я жінки |
| Відділення патології вагітності                              | • надання вагітним кваліфікованої стаціонарної лікувально-діагностичної допомоги • впровадження сучасних технологій діагностики та лікування ускладнень вагітності • підготовка вагітних до пологів та родорозрішення • організація та забезпечення спеціалізованої консультативної допомоги пацієнтам відділення |
| Відділення екстрагенітальної патології                       | • надання спеціалізованої медичної допомоги вагітним із внутрішньою патологією: хворобами системи кровообігу, сечовидільної системи, ендокринними захворюваннями, анемією та ін • надання організаційно-методичної допомоги лікувальним закладам області з питань внутрішньої патології у вагітних |
| Відділення анестезіології з палатами інтенсивної терапії     | • забезпечення своєчасною та ефективною спеціалізованою анестезіологічною допомогою вагітних, роділь та гінекологічних хворих • інтенсивна терапія, відновлення, корекція і підтримання порушених функцій життєво важливих органів і систем до стійкої їх стабілізації • здійснення комплексу заходів щодо підготовки і проведення загальної анестезії під час операцій, родів, діагностичних та лікувальних процедур • забезпечення цілодобової медичної допомоги вагітним, роділлям, породіллям та гінекологічним хворим, які знаходяться у стаціонарах Волинської області та визначення показань для їх транспортування і госпіталізації у ВАІТ (до 30-ти виїздів по "санавіації" щорічно) • проведення організаційно — методичної роботи і підвищення кваліфікації лікарів-анестезіологів з питань анестезіології та інтенсивної терапії акушерської і гінекологічної патології |
| Пологове відділення № 2                                      | • допомога роділлям, породіллям та новонародженим здійснюється з участю членів їх родин і в умовах максимально наближених до домашніх • у випадку відхилення процесу пологів від нормального — своєчасна діагностика, корекція ускладнень і адекватний вибір методу розродження • забезпечення відділення достатньою кількістю медикаментів для надання невідкладної допомоги |
| Відділення неонатального догляду та лікування новонароджених | • надання допомоги новонародженим • забезпечення цілодобового спільного перебування матері і дитини в індивідуальній палаті • забезпечення спеціалізованою допомогою новонароджених з перинатальною патологією |
| Відділення інтенсивної терапії новонароджених                | • надання реанімаційної допомоги та проведення інтенсивного лікування новонародженим |
| Відділення заготівлі і переливання крові                     | • комплектування, облік і медичний огляд донорів • апробація і зберігання заготовленої крові • контроль якості і забезпечення відділень компонентами і препаратами крові • контроль стану трансфузійної допомоги у відділеннях • систематична підготовка лікарів і середнього медичного персоналу з питань служби крові і донорства, трансфузійної терапії, профілактики і лікування посттрансфузійних ускладнень • контроль за виконанням інструкцій з техніки переливання крові, її компонентів, препаратів, кровозамінників • контроль за раціональним використанням трансфузійних засобів |
| Клініко-діагностична лабораторія                             | • лабораторна діагностика захворювань у вагітних, породіль, гінекологічних хворих та новонароджених • обов'язкова специфікація та уніфікація методик • внутрішньолабораторний та міжлабораторний контроль якості • лабораторний контроль за якістю лікування |